# Snooker-Saison 1973/74
Die Snooker-Saison 1973/74 war eine Reihe von Snookerturnieren, die der Snooker Main Tour angehörten. Sie begann am 23. Juli 1973 mit dem Australian Professional Championship und endete 1. Mai 1974 mit dem Pontins Professional 1974. Während der Saison gab es 31 aktive Profispieler.

## Turniere
Während der Saison wurden fünf Turniere gespielt.
| Datum                              | Turnier                              | Austragungsort | Sieger         | Finalgegner  | Ergebnis |
| ---------------------------------- | ------------------------------------ | -------------- | -------------- | ------------ | -------- |
| 23. Juli bis 22. August 1973       | Australian Professional Championship | Wagga Wagga    | Eddie Charlton | Gary Owen    | 31:10    |
| 24. November bis 29. November 1973 | Norwich Union Open                   | London         | John Spencer   | John Pulman  | 8:7      |
| Januar 1974                        | Pot Black                            | Birmingham     | Graham Miles   | John Spencer | 1:0      |
| 16. April bis 25. April 1974       | Snookerweltmeisterschaft             | Manchester     | Ray Reardon    | Graham Miles | 22:12    |
| Mai 1974                           | Pontins Professional                 | Prestatyn      | Ray Reardon    | John Spencer | 10:9     |